# Πの歴史
『πの歴史』（パイのれきし、英語: A History of π、A History of Pi）は、ペートル・ベックマンが数学定数である円周率 (π) の概念を素人向けに入門として紹介したノンフィクションである。

## 著者
ベックマンは共産主義学術圏で博士号を取得し、アメリカ合衆国のコロラド大学に留学中に亡命したチェコスロバキア人である。亡命の真の理由は、訳者の記述からは、経済的な豊かさにあったと思われる。彼の権力を嫌う姿勢は、『πの歴史』という無味乾燥な題名とは裏腹に、著書の中身のスタイルにも表れている。例えば、古代ギリシアの古典数学が使われていた時代について述べた章の題名は、"ローマという名のペスト"となっている。彼はカトリックの異端審問を、「キリスト教に対する狂信的精神異常者のふるまい」と呼んでいる。社会主義国であった旧ソ連を「ソヴィエト帝国」と表現するあたりは、冷戦中は東側から西側に亡命すると、ひととき物質的な豊かさが得られることに幻惑されているのがうかがえる。そして、科学研究のために大衆に問いかける人々を「科学技術に最終的に攻撃を受けて傷つけられたために、'多すぎる科学技術'についてたわいのない話をして、〈これ以上科学技術を理解する事ができない〉と言う知的な身体障害者」と言及している。
ベックマンは多作のサイエンスライターであり、電気工学に関するテキストを多く著している他、科学技術以外の作品もあり、彼の本の大半がGolem Pressから出版されている。また、"Access to Energy"という題で独自の月刊新聞を出版していた。彼は生涯に60を超える科学論文と8つの科学著書を残した。

## 内容
『πの歴史』は18の章からなっている。章の題名は日本語版に拠った。
1. 夜明け
2. ベルト地帯
3. 古代ギリシア人
4. ユークリッド
5. ローマという名のペスト
6. シラクサのアルキメデス
7. たそがれ時代
8. 暗黒時代
9. めざめ
10. 数の狩人たち
11. さいごのアルキメデス学派
12. 突破への序曲
13. ニュートン
14. オイラー
15. モンテカルロ法
16. 超越数π
17. 現代の正方形屋たち
18. コンピュータ時代

## 書誌情報
原書は1970年に、最初にGolem PressからA History of πとして出版された。その後、1976年にセント・マーティンズ・プレスよりA History of Piとして出版された。1990年にはHippocrene BooksよりA History of Piとして出版された。AmazonやWorldCatではA History of Piという題で登録されている。日本語訳は、最初に1973年に原書第2版の翻訳として蒼樹書房から出版された。その後、2006年に改訳版が原書第3版の翻訳としてちくま学芸文庫から出版された。
1. Beckmann, Petr (1970), A History of π (1st ed.), Golem Press, p. 190, ISBN 0-911762-07-8
2. Beckmann, Petr (1971-01-01), A History of π (2nd ed.), Golem Press, p. 196, ISBN 0-911762-12-4
  1. ペートル・ベックマン『πの歴史』田尾陽一・清水韶光 訳、蒼樹書房、1973年9月29日。ISBN 4-7891-1006-0。
3. Beckmann, Petr (1976-07-15), A History of Pi (3rd ed.), St. Martin's Press, p. 208, ISBN 0-312-38185-9
  1. ペートル・ベックマン『πの歴史』田尾陽一・清水韶光 訳、筑摩書房〈ちくま学芸文庫〉、2006年4月10日。ISBN 4-480-08985-3。
4. Beckmann, Petr (1977), A History of π (4th ed.), Golem Press, p. 202, ISBN 0-911762-18-3
5. Beckmann, Petr (1982), A History of π (5th ed.), Golem Press, p. 202, ISBN 0-911762-18-3
6. Beckmann, Petr (1990-06-01), A History of Pi (Reprint ed.), Hippocrene Books, p. 200, ISBN 0-88029-418-3